# Otacilia fansipan
Espèce
Otacilia fansipan est une espèce d'araignées aranéomorphes de la famille des Phrurolithidae.

## Distribution
Cette espèce est endémique de la province de Lào Cai au Viêt Nam,.

## Étymologie
Son nom d'espèce lui a été donné en référence au lieu de sa découverte, le Fansipan.

## Publication originale
- Jäger & Dimitrov, 2019 : Otacilia fansipan spec. nov., the second congener recorded from Vietnam (Arachnida: Araneae: Phrurolithidae). Zootaxa, no 4464(2), p. 233-240.